# Cycloseris somervillei
Cycloseris somervillei is een rifkoralensoort uit de familie van de Fungiidae. De wetenschappelijke naam van de soort is voor het eerst geldig gepubliceerd in 1909 door Gardiner.